# Stazione di Wildau
La stazione di Wildau si trova sulla Linea Berlino-Görlitz ed è stata aperta nel 1900. Dal 1951 è una stazione nella rete della S-Bahn di Berlino, la penultima stazione della linea S46 da Berlino-Westend sul Südring a Königs Wusterhausen. A settembre 2013, la piattaforma e il passaggio pedonale sono stati completamente rinnovati, è stato costruito un ascensore e una seconda piattaforma. Il passaggio a livello ferroviario di Bergstrasse è stato sostituito da un tunnel nel 2008 rendendo così superflui i tempi di attesa sulla trafficata linea ferroviaria. In Freiheitstraße c'è un secondo incrocio (ferroviario) della linea ferroviaria.